# Московский технологический институт (Россия)
Московский технологический институт (МТИ, МосТех) — российское негосударственное высшее учебное заведение, образованное в результате слияния двух институтов — Московского открытого института (МОИ) и Московского технологического института «Всемирного технологического университета» (МТИ «ВТУ»).

## История
История МТИ началась в 1995 году, когда в Париже был подписан Меморандум о взаимопонимании между ЮНЕСКО, UNIDO и Государственным комитетом Российской Федерации по высшему образованию (Госкомвуз РФ). Одним из базисов для реализации совместной международной программы стало учреждение «Всемирного технологического университета» (ВТУ).
В 2000 году ВТУ получил статус аккредитованного высшего учебного заведения. В 2001 году получена первая лицензия на право ведения образовательной деятельности № 24-0469 от 11 июля 2001.
В 2008 году в структуре ВТУ открылся один из ключевых образовательных центров института — Moscow Business School. В рамках проекта бизнес-школы были реализованы программы бизнес-образования (МВА), профессиональной переподготовки, бизнес-семинаров, курсов и тренингов. А в 2010 году Всемирный технологический институт «ВТУ» был переименован в НОУ ВПО Московский технологический институт «ВТУ».
Летом 2014 года собрание учредителей приняло решение о переименовании НОУ ВПО МТИ «ВТУ» в НОУ ВО «Московский технологический институт».
В 2014 году «ВТУ» (МТИ) был присвоен статус федеральной инновационной площадки, а в 2015 году вуз выступил в качестве партнёра Красноярского экономического форума, оказав поддержку площадкам «Энергия Молодости», «Образование как стиль жизни» и «Falling Walls lab Krasnoyarsk». В 2017 году институт временно потерял государственную аккредитацию по всем направлениям подготовки бакалавриата и магистратуры, государственная аккредитация по направлениям среднего профессионального образования сохранена (Постановление Арбитражного суда Московского округа от 26.10.2017 № дела А-40-110771/2016).

Параллельно этому, в 2000 году был зарегистрирован «Высший экономико-технологический институт» (ОАНО «ВЭТИ»). 7 апреля 2006 года вуз был переименован в Институт прикладной информатики и управления (ИПИУ), в том же году получил лицензию №7743 от 09.11.2006 на специальности «Финансы и кредит», «Менеджмент организации», «Прикладная информатика (по областям)»
В 2010 году «ИПИУ» был переименован в «Открытый технологический институт» (ОТИ), а в 2013 снова поменял название и стал называться «Московский открытый институт» (МОИ). 
17 июня 2013 года к МОИ был присоединен Московский финансово-промышленный институт (реорганизация в форме присоединения), а 4 сентября 2017 года вуз получил новую лицензию №2630 от 04.09.2017 на программы высшего образования и дополнительного профессионального образования.

5 февраля 2019 года пути двух вузов пересеклись — к Московскому открытому институту присоединен Московский технологический институт (реорганизация в форме присоединения). В результате слияния первый вуз стал правопреемником второго, оставив прежнее название — «Московский открытый институт» (МОИ).
С 18 ноября 2021 года вуз носит название «Московский технологический институт» (МТИ, МосТех). 
С 2022 года Московский технологический институт осуществляет региональную экспансию и заключает представительские договора в 65 городах Российской Федерации и городах стран СНГ (Беларусь, Узбекистан, Казахстан, Таджикистан).

## Лицензия и аккредитация
В 2013 году МТИ получил лицензию на право ведения образовательной деятельности на территории РФ, в 2014 году Рособрнадзором была выдана бессрочная лицензия.
8 июля 2014 года МТИ переоформил свидетельство о государственной аккредитации Федеральной службы по надзору в сфере образования и науки сроком до 31.05.2019. С 12 мая 2016 года институт лишён Рособрнадзором государственной аккредитации по программам высшего образования в отношении отдельных уровней образования. В связи с этим руководство института подало заявление в ГСУ СК РФ по Юго-Западному округу Москвы с просьбой возбудить уголовное дело против проводивших проверку сотрудников Рособрнадзора.. В феврале 2017 года Арбитражный суд города Москвы отменил решение Рособрнадзора..
1 апреля 2020 года в МОИ расширена действующая лицензия на технические направления подготовки: «Строительство», «Теплоэнергетика и теплотехника», «Электроэнергетика и электротехника».
1 апреля 2020 года в МОИ расширена действующая лицензия на технические направления подготовки: «Строительство», «Теплоэнергетика и теплотехника», «Электроэнергетика и электротехника».
29 июня 2020 года расширена действующая государственная аккредитация на технические направления подготовки: «Строительство», «Теплоэнергетика и теплотехника», «Электроэнергетика и электротехника».
8 сентября 2020 Московский открытый институт получил лицензию на программы среднего профессионального образования: «Строительство и эксплуатация зданий и сооружений», «Монтаж, наладка и эксплуатация электрооборудования промышленных и гражданских зданий».
8 октября 2020 года Московский открытый институт расширил лицензии на программы среднего профессионального образования: «Банковское дело», «Экономика и бухгалтерский учет (по отраслям), «Информационные системы и программирование».
23 апреля 2021 года Московский открытый институт (МОИ) получил лицензию и аккредитацию на программы среднего профессионального образования (Колледж): «Строительство и эксплуатация зданий и сооружений», «Монтаж, наладка и эксплуатация электрооборудования промышленных и гражданских зданий», «Банковское дело», «Экономика и бухгалтерский учет (по отраслям), «Информационные системы и программирование».

По данным на июль 2024 года у Московского технологического института (МТИ, МосТех) бессрочная лицензия на проведение образовательных услуг и государственная аккредитация. Государственная аккредитация вуза подтверждается свидетельством А007-00115-77/01000286 от 04.02.2022, а действующая лицензия переоформлена Распоряжением о переоформлении лицензии от 14.12.2021 № 1596-06 и имеет регистрационный номер Л035-00115-77/00096861.

## Интересные факты
В МТИ в качестве сотрудника по сбору научно-исследовательских данных работает робот Алантим, созданный институтом совместно с сотрудниками Музея архитектуры имени Щусева.

## Критика
В ходе расследования российского журналиста Бориса Соболева в передаче «Вести недели» центрального телевидения отмечал, что в институте «основная форма обучения — дистанционно, через Skype». Он указывает на то, что вступительные экзаменационные листы ему «просто выдали на дом». Преподаватель математики, учитель высшей категории Наталья Дьякова, изучив экзаменационные листы, сказала: «Я вижу вопросы 5 класса, 7-го. Это несерьёзно». Кроме того, Соболев обращался к другим учителям, которые оценили экзаменационные вопросы как «полный идиотизм». Он также отметил, что провёл журналистский эксперимент, попросив учителей заполнить экзаменационные листы таким образом, чтобы все до единого ответы оказались неверными. После проверки сотрудник приёмной комиссии МТИ Ирина Гумен заявила следующее: «Давайте начнём с математики. Хочу сказать, что добрали. И по русскому. Всё отлично! Вы набрали». В целом, по итогам проведённого журналистского расследования Соболев делает следующий вывод об институте: 
В МТИ — 10 тысяч студентов, ежегодно приносящих вузу свыше полумиллиарда рублей. Это технологи наукоёмких производств, главные энергетики электростанций, конструкторы будущих мостов и небоскрёбов. Им выдают дипломы гос. образца, их называют «кадрами для Сколково». О том, что эти «кадры» пять лет обучались, не вставая с дивана, в их красных дипломах нет ни слова.
По результатам мониторинга эффективности за 2017 год по данным Главного информационно-вычислительного центра Министерства образования и науки Российской Федерации показатель «Образовательная деятельность» у Московского технологического института равен нулю. По результатам мониторинга эффективности за 2023 год по данным ГИВЦ Минобрнауки показатель «Образовательная деятельность» равен 52,32 

Более подробно с коррупционным прошлым современных вузов России можно ознакомиться в документальном фильме «На дне знаний», показываемого на российских центральных телеканалах и опубликованного в открытом доступе в Интернете. 

## Примечание
1. ↑  Приказ Минобразования РФ от 15.07.1998 N 1925 "О назначении президента Всемирного технологического университета (ВТУ)" | ГАРАНТ. base.garant.ru. Дата обращения: 22 июля 2024. Архивировано 22 июля 2024 года.
2. ↑  Приказ Министерства образования и науки РФ от 22.04.2014 N 395 "О федеральных инновационных площадках" | ГАРАНТ. base.garant.ru. Дата обращения: 22 июля 2024. Архивировано 26 июля 2024 года.
3. ↑  Рособрнадзор лишил госаккредитации НОУ ВО «Московский технологический институт» (МТИ). Мой район. 19 октября 2016. Архивировано 22 июля 2024. Дата обращения: 22 июля 2024.
4. ↑  Поиск аккредитаций. isga.obrnadzor.gov.ru. Дата обращения: 21 августа 2018. Архивировано 11 июня 2017 года.
5. ↑  Лицензия Архивная копия от 26 марта 2017 на Wayback Machine серия 90Л01 № 0008013 — Распоряжение Федеральной службы по надзору в сфере образования и науки от 30.06.2014 № 1290-06
6. ↑  Рособрнадзор сообщает о запретах приема, лишении действия государственной аккредитации в образовательных организациях. Рособрнадзор. Архивировано 30 мая 2016 года.
7. ↑  Жучков Б. «Оп, оп, оп, подписали!» Московский комсомолец. Дата обращения: 20 июня 2016. Архивировано 13 июня 2016 года.
8. ↑  Резолютивная часть решения Арбитражного суда города Москвы по делу № А40-110771/16-94-971 (копия Архивная копия от 26 марта 2017 на Wayback Machine)
9. ↑  Поиск аккредитаций. islod.obrnadzor.gov.ru. Дата обращения: 22 июля 2024. Архивировано 2 апреля 2023 года.
10. ↑  Просмотр лицензии. islod.obrnadzor.gov.ru. Дата обращения: 22 июля 2024. Архивировано 28 ноября 2022 года.
11. ↑  Пермского робота Алантима взяли на работу в московский институт Архивная копия от 24 сентября 2015 на Wayback Machine // Интерфакс, 26.02.2015
12. ↑  Беляков Н. До чего техника дошла. Экскурсию провёл робот-джентльмен Архивная копия от 6 августа 2017 на Wayback Machine // Вечерняя Москва, 14.07.2016
13. ↑  Коммерческие шарашки готовы биться за каждого платежеспособного двоечника Архивная копия от 20 ноября 2018 на Wayback Machine // Вести.ру, 31.05.2015
14. ↑  Мониторинг (англ.). indicators.miccedu.ru. Дата обращения: 21 августа 2018. Архивировано 21 августа 2018 года.
15. ↑  Мониторинг (ВО). monitoring.miccedu.ru. Дата обращения: 3 января 2025. Архивировано 15 ноября 2024 года.
16. ↑  Документальный 4-х серийный фильм "На дне знаний". Дата обращения: 12 августа 2023. Архивировано 12 августа 2023 года.